# Останній звіролов
«Останній звіролов» (фр. Le dernier trappeur) — фільм французького режисера Ніколя Ваньє, знятий 2004 року і заснований на реальних подіях.
У фільмі показано справжню красу незайманої природи та взаємини людини і собак. Головний герой — один з останніх траперів Норман Вінтер — намагається зберігати гармонію з природою, але розуміє проблеми невблаганного настання цивілізації. Зникнення лісів робить його мету практично нездійсненною.

## Сюжет
У серці Скелястих гір канадського Юкону живе Норман Вінтер, 50-річний мисливець-ловець, зі своєю дружиною-індіанкою Небраскою, двома кіньми та сімома собаками-хаскі. Він вирішив спостерігати за природою та регулювати види.
Відірвані від спокус сучасного суспільства, вони харчуються продуктами полювання та рибальства. Норман живе на самозабезпеченні та виготовляє власні хатинки, снігоступи, сани, каное та все, що йому потрібно, з деревини та кори, взятих із лісу, а Небраска дубить шкіру за старовинною технологією.
Раз на рік, навесні, Норман здійснює поїздку до найближчих міст Вайтгорс або Доусон-Сіті, щоб продати близько 150 шкур рисі, бобра, куниці, видри, вовка, лисиці, карибу, лося тощо, і купити, що потрібно: борошно, сірники, свічки, тютюн, батареї для його транзистора, інструменти, ліки, рушницю та набої.
«Останній мисливець» показує складні моменти, які можуть трапитися з такою людиною протягом року, зокрема, катання на санях у холодну зиму за температури майже -55 °C, спуск на каное потоком у каньйоні, напади та зіткнення з ведмедями грізлі й вовками та зустрічі з персонажами з незвичайним способом життя.

## У ролях
- Норман Вінтер — мисливець
- Мей Лу — Небраска, його дружина
- Кен Болтон
- Денні Денісон
- Роберт Лафлер
- Ален Лемар
- Крістофер Льюїс
- Рой Несс